# Neerpede
Neerpede est un quartier et ancien hameau à l'ouest d'Anderlecht (Région de Bruxelles-Capitale). Il fait partie du Pajottenland (3,5 km2), en grande partie rural et protégé, paradoxalement délimité par le Ring (autoroute périphérique de Bruxelles). Le territoire possède 2 réserves naturelles depuis 2018 (le Koeivijverdal et la Roselière de Neerpede).

## Histoire
Au XVIe siècle, la région est immortalisée dans les tableaux de Pieter Brueghel l'Ancien. Sur la carte de Ferraris (1777), Neerpede est marqué comme un hameau, à l'Ouest d'Anderlecht. Dans les années 1960, une partie de la vallée fut urbanisée selon le modèle américain de « Park system » qui consiste en la construction de grandes tours de logements entouré de parcs qui agissent comme une ceinture verte. Peu de temps après ça, dans les années 1970, le Ring a été construit juste à côté du village de Neerpede, ce qui a été très mal vécu par les habitants de l’époque s’en est ensuite suivi par la construction d’un hôpital (Erasme) et d’un campus universitaire autour de cet Hôpital et également d’un zoning industriel lié à la recherche juste à côté[réf. souhaitée].
Dans les années 1980, une grande partie du territoire fut aménagé en zone sportive (golf, terrain de football, de tennis…), passant d’un territoire entièrement campagnard à un mixte entre la campagne et un parc urbain[réf. souhaitée].
En 1982 et 1986, le sénateur M. Valkeniers, introduit sans succès une proposition de loi visant à rattacher le hameau à la commune de Dilbeek. En 1998, un centre commercial Cora, fut construit à côté du Ring, malgré de nombreux recours d’écologiste et de citoyens qui ne voulaient pas que la zone naturelle représentant un fort potentiel écologique entourant Neerpede soit détruite. En 2006, un décathlon fut construit juste à côté du Cora, le bourgmestre MR de l’époque qui était opposé à ce projet n’a pas été assister a son inauguration[réf. souhaitée]. Et enfin récemment (permis accordés en 2014) une zone de +- 13 hectares de Neerpede se situant à côté de l’hôpital Erasme fut quasiment entièrement urbanisé pour faire place à des logements, une école maternelle (les Pommiers), des kots pour les étudiants de l’ULB qui étudient à Erasme, un home pour personnes âgées et également d’un bâtiment administratif de la stib lié à la construction du nouveaux dépôt pouvant accueillir les rames de la stib. Environ 1 300 logements furent construits pour accueillir environ 3000 personnes, ce qui modifia grandement le paysage autrefois rural du lieu pour en faire un nouveau morceau de ville[réf. souhaitée].

## Subdivisions et lieux-dits

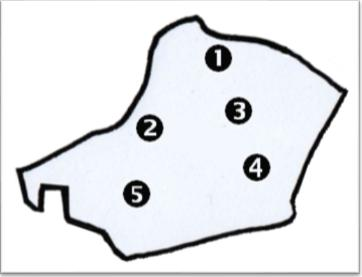
Les secteurs de Neerpede

1. Plateau du Vlasendael
2. Vallon du Koeivijver
3. La Roselière
4. Parc de la Pede
5. "Chaudron"

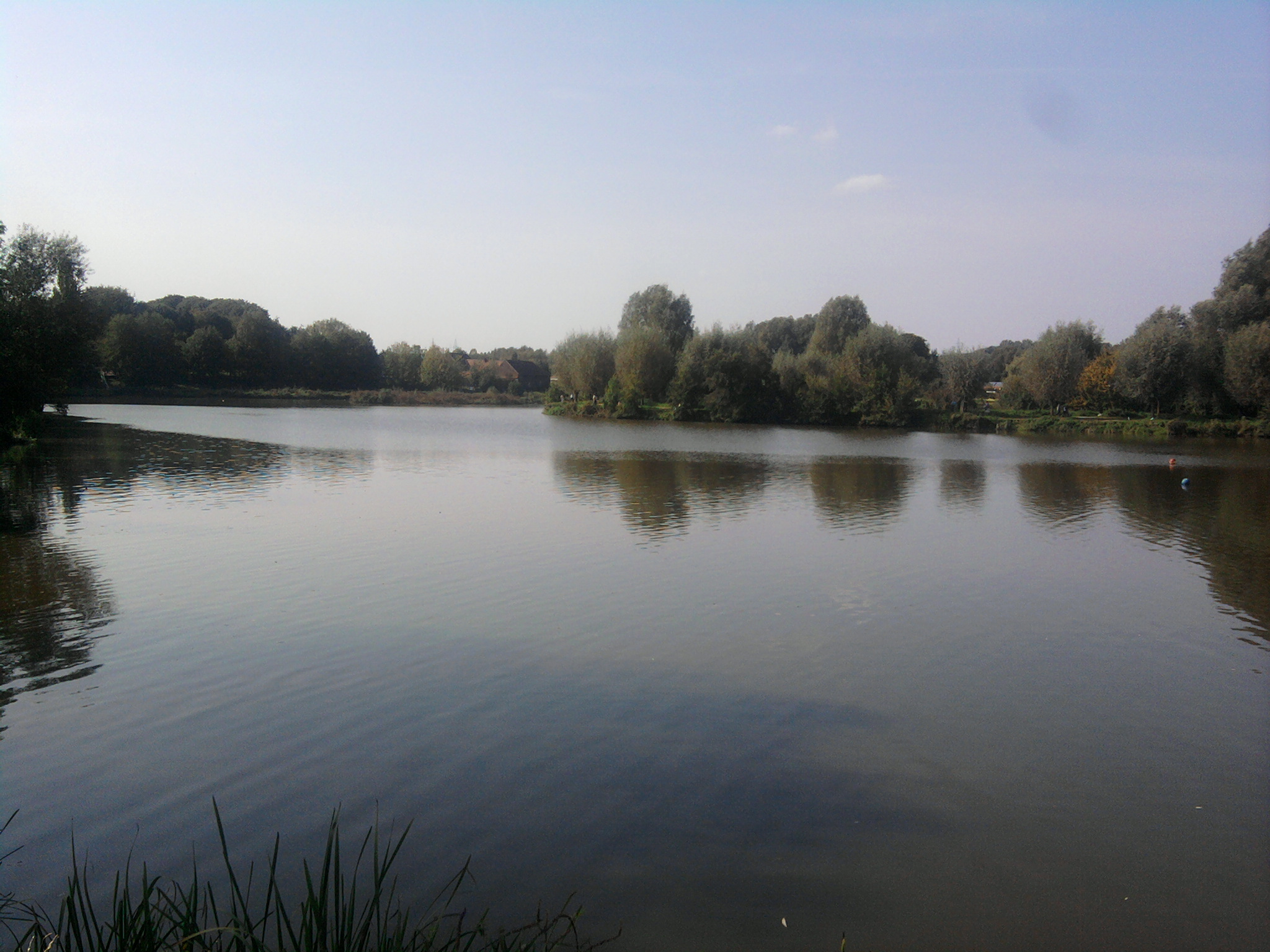
Bassin d'orage
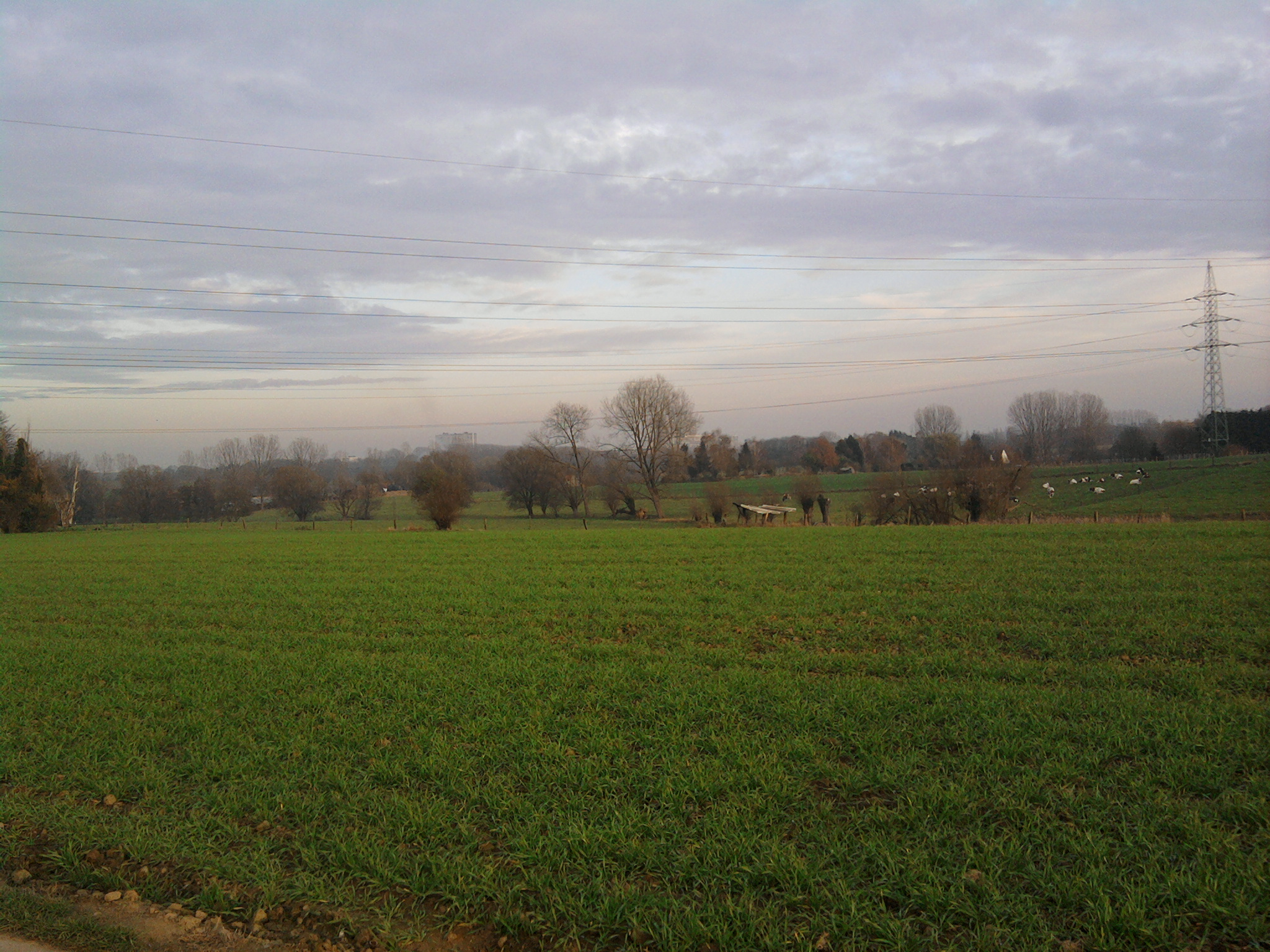
Koeivijver, à l'ouest de Neerpede
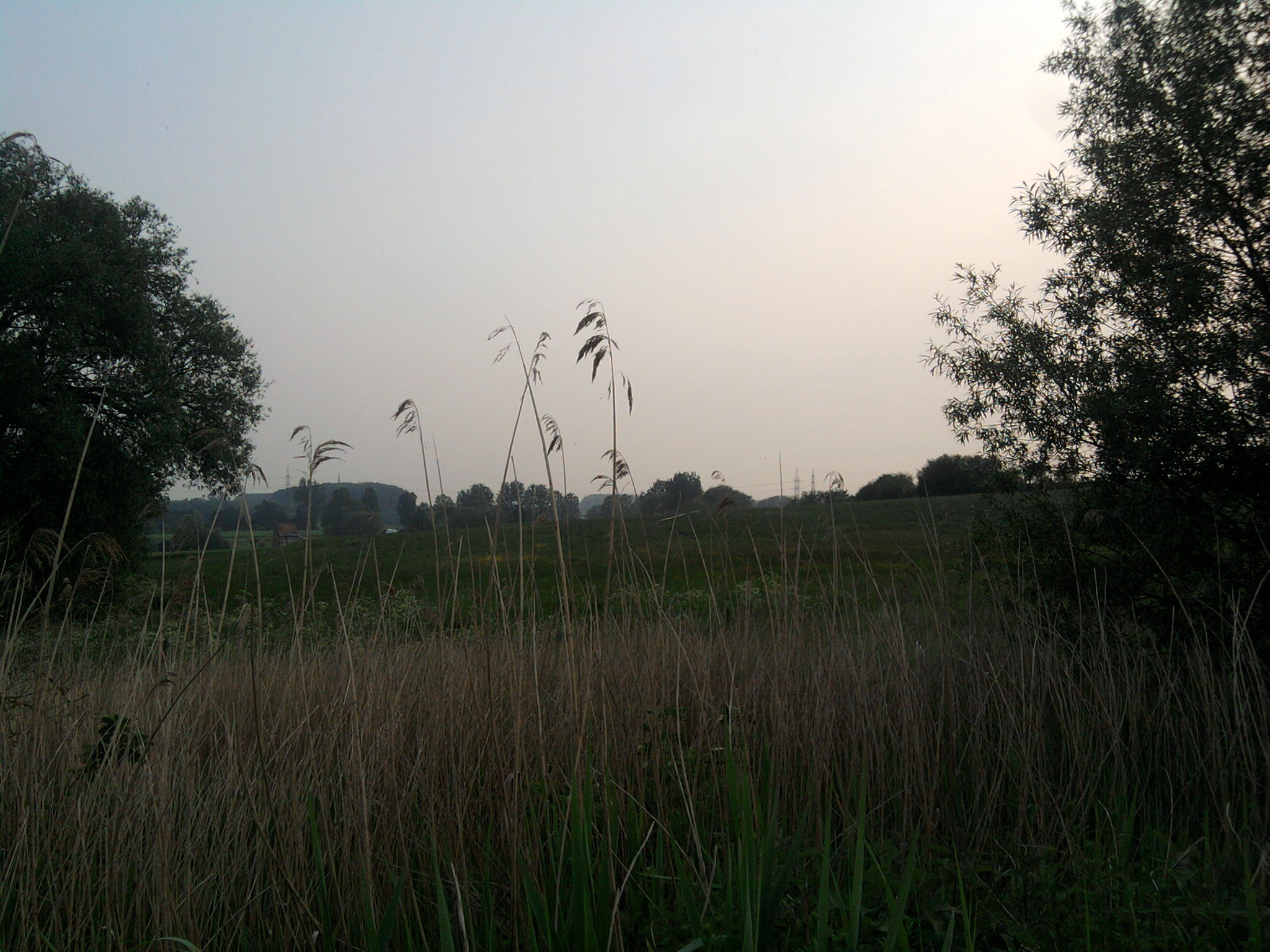
La Roselière
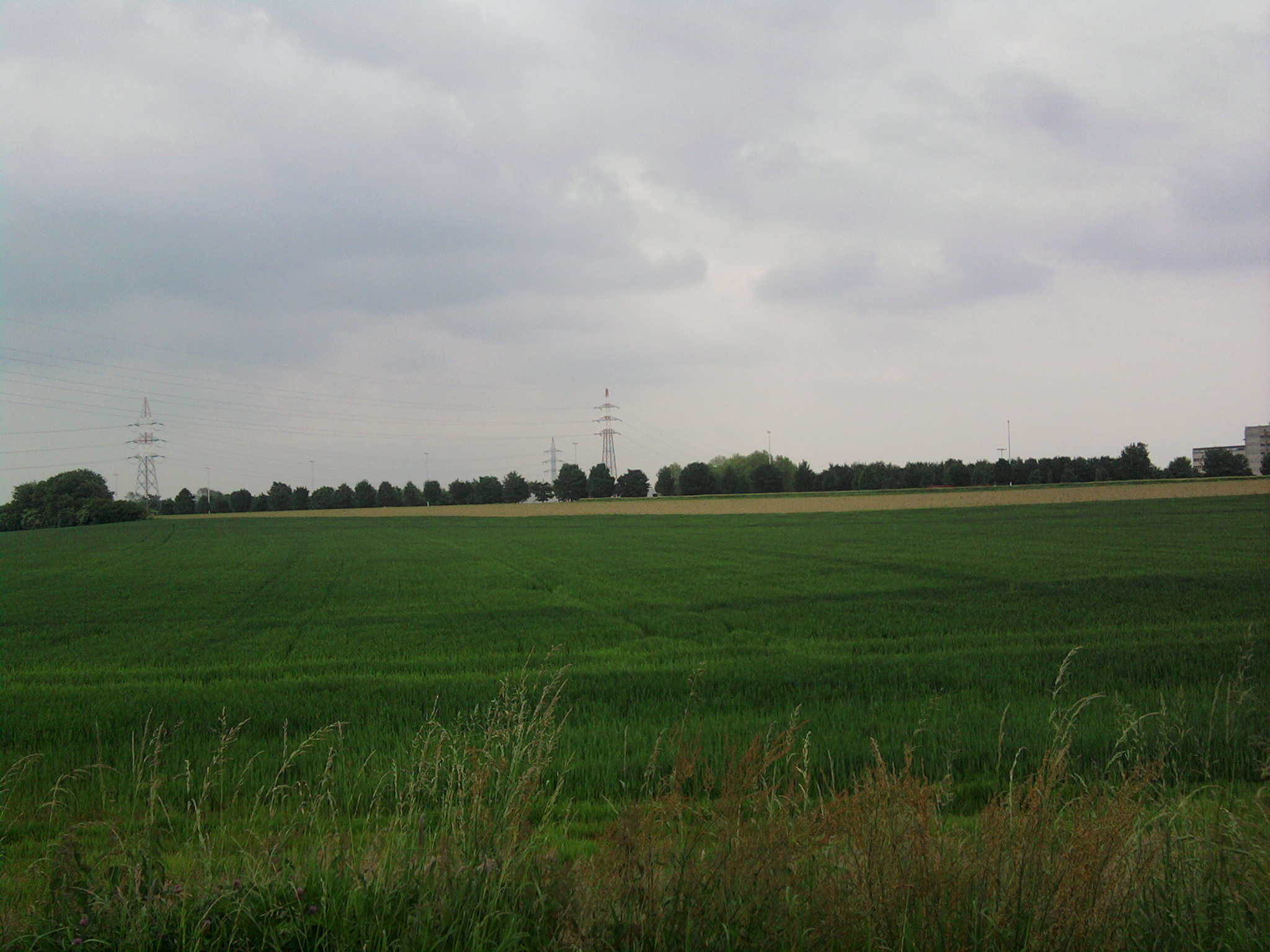
Chaudron, au sud de Neerpede

## Curiosités et sites importants
- Parc de la Pede
- Le Luizenmolen, reconstitution classée d'un ancien moulin à vent
- Royal Sporting Club Anderlecht (Section Rugby)
- Royal Amicale Anderlecht Golf Club
- Yeti Ski (grande piste synthétique de ski et snowboard)
- Mini-Mayfair anciennement Picky Club (Centre récréatif pour enfant)
- Pony Paradise asbl (Centre équestre)
- Amazone (Centre équestre)
- Centre de formation de jeunes du RSCA (Section Football)
- Chenille de la zone de police Bruxelles-Midi
- L'Église Saint-Gérard-Majella.
- Derry City Neerpede football amateur

## Accès
Depuis le Nord :
  15 Anderlecht-Ouest (Pede) via N220a
Depuis le Sud :
  15a Anderlecht-Ouest (Hôpital Erame) / Lennik via 
Depuis le Pajottenland :
Via la N282

### Presse
- Pa. D., L’avenir de Neerpede se dessine enfin, 29 avril 2014, dhnet.be, en ligne.

### Plaquettes touristiques
- Bienvenue à Neerpede, Anderlecht, en ligne : p. 1, p. 2.